# Rezerwat przyrody Perna
Rezerwat przyrody Perna – leśny rezerwat przyrody w gminie Nowe Ostrowy, w powiecie kutnowskim, w województwie łódzkim. Zlokalizowany jest w leśnictwie Perna, w obrębie leśnym Kutno (Nadleśnictwo Kutno). Został powołany zarządzeniem Ministra Leśnictwa i Przemysłu Drzewnego z dnia 26 marca 1975 r. (MP nr 11 poz.64 z 1975 r.) na powierzchni 15,27 ha. 
Celem ochrony rezerwatu jest zachowanie lasu liściastego o cechach naturalnego zespołu grądu, z bogatą florą i dużym zróżnicowaniem drzewostanu.
Jest to rezerwat leśny (L):
- według głównego przedmiotu ochrony jest to rezerwat fitocenotyczny (PFi) podtypu zbiorowisk leśnych (zl),
- według głównego typu ekosystemu jest to rezerwat leśny i borowy (EL) podtypu lasów nizinnych (lni)[2].

Według obowiązującego planu ochrony ustanowionego w 2013 roku (zmienionego w 2015), obszar rezerwatu objęty jest ochroną czynną.

## Walory przyrodnicze
Wysokie walory przyrodnicze i krajobrazowe przyciągają zainteresowanie nie tylko naukowców, ale także turystów i mieszkańców okolicznych miejscowości. Występują tu fitocenozy subkontynentalnego grądu niskiego w odmianie kujawskiej. Rezerwat położony jest na wysokości około 120 m n.p.m., w lokalnym zagłębieniu terenu, gdzie na głębokości 1,5 m (i głębiej) zalegają gliny lekkie i średnie silnie spiaszczone.
Ma bardzo wysokie walory fitocenotyczne, florystyczne, krajobrazowe i estetyczne. Ogółem na terenie rezerwatu zostało wyróżnionych 105 gatunków roślin naczyniowych oraz 10 gatunków mchów. Wśród tej ilości roślin odnotowywano występowanie gatunków chronionych lub rzadkich, takich jak:
- kruszczyk szerokolistny Epipactis latifolia,
- podkolan biały Platanthera bifolia.

Występują tu również:
- kalina koralowa Viburnum opulus,
- kruszyna pospolita Frangula alnus,
- kopytnik pospolity Asarum europaeum.

Z roślin rzadkich występujących w regionie odnotowywano występowanie:
- fiołek przedziwny Viola mirabilis,
- głóg dwuszyjkowy Crataegus laevigata,
- klon polny Acer campestre.